# Monte Calendozio
Il Monte Calendozio è un rilievo dell'isola d'Elba. 

## Descrizione
Situato nel settore nord-orientale dell'isola, presso Cavo, raggiunge un'altezza di 231 metri sul livello del mare.
Il toponimo, anticamente attestato anche nelle forme Calandozio e Calandoggio, ha etimologia incerta; può derivare da cala in senso orografico o dal nome personale latino Calendius.
Il monte, ricco di giacimenti di ferro sfruttati sin da epoca classica, si trova nel distretto minerario di Rio Marina.